# 谷折峠
谷折峠（たにおりとうげ）は、富山県富山市にある峠。標高は675m。谷折集落と大長谷川（井田川上流）沿いの集落を結んでいる。

## 特徴
富山市の八尾町谷折と八尾町島地にまたがる峠である。祖父岳 (飛騨高地)と隣接しており、富山県道228号島地新名線が通っている。